# Liste der Squeeze-out in Deutschland
Nicht umfänglich Liste der nach deutschem Recht erfolgten Squeeze-outs. Bis zum 31. Dezember 2013 sind in Deutschland insgesamt 462 aktien- oder verschmelzungsrechtliche Squeeze-outs durchgeführt worden.

## Liste von Squeeze-outs nach deutschem Recht
In der folgenden Tabelle ist unter „Datum“ das Datum angegeben, an dem der jeweilige Squeeze-out ins Handelsregister eingetragen wurde. Unter „Barabfindung“ ist der ursprünglich vom Hauptaktionär gebotene und in der Hauptversammlung beschlossene Betrag genannt. Unter „erhöhte Barabfindung“ findet sich ggf. der später durch Gerichtsbeschluss oder Vergleich festgesetzte Betrag.
| Zielgesellschaft                               | WKN            | Datum                             | Hauptaktionär                                        | Barabfindung | erhöhte Barabfindung                                                             |
| ---------------------------------------------- | -------------- | --------------------------------- | ---------------------------------------------------- | ------------ | -------------------------------------------------------------------------------- |
| Allianz Lebensversicherungs-Aktiengesellschaft | 840300         | 7. Mai 2008                       | Allianz Deutschland AG                               | 777,96 €     |                                                                                  |
| Altana                                         | 760080         | 27. August 2010                   | SKion GmbH                                           | 15,01 €      | 17,33 €                                                                          |
| AUDI                                           | 675700         | Beschlussfassung am 31. Juli 2020 | Volkswagen AG                                        | 1551,53 €    |                                                                                  |
| AWD Holding                                    | 508590         | 24. Februar 2009                  | Swiss Life Beteiligungs GmbH                         | 30,00 €      | nein                                                                             |
| BERU AG                                        | 507210         | 1. Oktober 2009                   | BorgWarner Germany GmbH                              | 73,39 €      | nein                                                                             |
| BHW Holding                                    | 522390         | 12. Februar 2008                  | Postbank AG                                          | 15,11 €      | 16,90 €                                                                          |
| Brainpool                                      | 518890         | 28. Juni 2002                     | VIVA Media                                           | 3,70 €       | 3,98 €                                                                           |
| buch.de                                        | 520460         | 16. Mai 2014                      | Thalia Holding                                       | 8,76 €       | 9,00 €                                                                           |
| Buderus                                        | 527800         | 23. Juli 2004                     | Robert Bosch GmbH                                    | 34,00 €      | 47,00 €                                                                          |
| Cinemaxx                                       | 508570         | 6. Februar 2014                   | Vue Beteiligung GmbH                                 | 7,86 €       | 9,76 €                                                                           |
| Consors                                        | 542700         | 19. Dezember 2002                 | BNP Paribas                                          | 11,75 €      | 12,61 €                                                                          |
| CyBio                                          | 541230         | 7. Juli 2014                      | Analytik Jena                                        | 1,75 €       | Spruchverfahren läuft: LG Gera – 2 HK O 116/14                                   |
| DAB Bank                                       | 507230         | 27. Juli 2015                     | BNP Paribas                                          | 4,78 €       | Spruchverfahren läuft: LG München I – 5 HK O 13182/15                            |
| debitel                                        | 540800         | 12. Mai 2005                      | Swisscom                                             | 11,79 €      |                                                                                  |
| Degussa                                        | 542190         | 14. September 2006                | RAG Aktiengesellschaft                               | 42,66 €      | 45,11 €                                                                          |
| Deutsche Pfandbriefbank                        | 804700         | 7. Februar 2005                   | Depfa Bank                                           | 71,61 €      | 81,00 €                                                                          |
| Derby Cycle Werke                              | A1H6HN         | 28. Dezember 2012                 | Pon Holding Germany GmbH                             | 31,56 €      | nein                                                                             |
| Dresdner Bank                                  | 535000         | 25. Mai 2002                      | Allianz AG                                           | 51,50 €      |                                                                                  |
| Dyckerhoff                                     | 559100         | 27. August 2013                   | Buzzi Unicem                                         | 47,16 €      |                                                                                  |
| Elster Group                                   | A1DAJC         | 8. November 2013                  | Mintford GmbH                                        | 70,32 €      | 98,00 €                                                                          |
| Epcos                                          | 512800         | 20. Mai 2009                      | TDK                                                  | 18,14 €      | nein                                                                             |
| Heidelberger Lebensversicherung                | 842860, 842863 | 3. November 2014                  | Heidelberger Leben Holding AG                        | 28,26 €      | 34,76 €                                                                          |
| Hotel.de                                       | 691093         | 22. Oktober 2013                  | HRS                                                  | 28,75 €      | 29,65 €                                                                          |
| Hoechst                                        | 575800         | 12. Juli 2005                     | sanofi-aventis                                       | 56,50 €      | 63,80 €                                                                          |
| Hypo Real Estate                               | 802770         | 13. Oktober 2009                  | Bundesanstalt für Finanzmarktstabilisierung (SoFFin) | 1,30 €       | nein                                                                             |
| Bayerische Hypo- und Vereinsbank               | 802200         | 15. September 2008                | UniCredit                                            | 38,26 €      | 41,55 €                                                                          |
| IMW Immobilien                                 | A0BVWY         | 23. September 2020                | IMW Holding SE                                       | 20,00 €      | Spruchverfahren läuft: LG Berlin, Az. 102 O 108/20 SpruchG                       |
| Interhyp                                       | 512170         | 7. Juli 2011                      | ING Direct N.V.                                      | 68,13 €      | 76,95 €                                                                          |
| Jerini                                         | 678747         | 15. Dezember 2009                 | Shire Deutschland Investments GmbH                   | 7,53 €       | 8,35 €                                                                           |
| Kamps                                          | 628060         | 2. April 2004                     | Finba Bakery (Barilla)                               | 12,14 €      |                                                                                  |
| Mannesmann                                     | 656030         | 21. August 2002                   | Vodafone                                             | 217,91 €     | nein                                                                             |
| net-m Privatbank 1891                          | 801340         | 5. Februar 2013                   | Net Mobile                                           | 6,49 €       | 7,80 €                                                                           |
| Novasoft                                       | 677890         | 4. August 2006                    | Ciber Holding                                        | 3,89 €       | 4,45 €                                                                           |
| Pelikan AG                                     | 605310         | 7. Dezember 2017                  | Pelikan International Corporation Berhad             | 1,11 €       | Spruchverfahren läuft: LG Berlin, 102 O 2/18 SpruchG KG Berlin, 2 W 7/24 SpruchG |
| Postbank                                       | 800100         | 21. Dezember 2015                 | Deutsche Bank                                        | 35,05 €      | Spruchverfahren läuft: LG Köln – 82 O 2/16                                       |
| Rathgeber                                      | 700300         | 31. Juli 2012                     | F.X. Meiller Beteiligungs-GmbH                       | 1385,00 €    | 1708,00 €                                                                        |
| REpower Systems                                | 617703         | 27. Dezember 2011                 | AE-Rotor Holding B.V.                                | 142,77 €     | 152,00 €                                                                         |
| SAP Systems Integration AG                     | 501111         | 18. Juni 2007                     | SAP Deutschland AG & Co. KG                          | 38,83 €      | nein                                                                             |
| Schering AG                                    | 717200         | 27. Oktober 2006                  | Bayer AG                                             | 98,98 €      | 118,00 €                                                                         |
| Sky Deutschland                                | SKYD00         | 15. September 2015                | Sky plc                                              | 6,68 €       | Spruchverfahren läuft: LG München I – 5 HK O 16585/15                            |
| Solarparc                                      | 635253         | 5. Juli 2012                      | Solarworld                                           | 8,59 €       | nein                                                                             |
| Steigenberger Hotels                           | 608800         | 26. August 2011                   | Brierly Gardens Investments Limited                  | 538,06 €     | 649,58 €                                                                         |
| tecis                                          | 621160         | 24. Januar 2003                   | AWD Holding                                          | 31,50 €      | 32,50 €                                                                          |
| Triumph Adler                                  | 749500         | 13. Oktober 2010                  | Kyocera Mita (heute Kyocera Document Solutions)      | 1,90 €       | 2,13 €                                                                           |
| VIVA Media                                     | 617106         | 14. Juni 2005                     | Viacom                                               | 12,65 €      | 13,65 €                                                                          |
| Walter AG                                      | 775290         | Sommer 2005                       | Sandvik Holding                                      | 75,50 €      | nein                                                                             |
| WMF AG                                         | 780300, 780303 | 13. März 2015                     | Finedining Capital AG                                | 58,37 €      | Spruchverfahren läuft: LG Stuttgart – 1 O 53/15 KfH SpruchG                      |